# Джоканг
29°39′11″ пн. ш. 91°07′53″ сх. д. / 29.65306° пн. ш. 91.13139° сх. д.
Джоканг (тиб. ཇོ་ ཁང Jo-khang; кит.: 大昭寺) в місті Лхасі в Тибеті — знаменитий буддійський храм і монастир, особливо шанований тибетцями. Сюди сходяться численні паломники та закордонні туристи. Як частина загального комплексу храмів в Лхасі, є об'єктом, що входить до Всесвітньої Спадщини ЮНЕСКО.
Джоканг почав будувати цар Тибету Сронцангамбо 639 року. Китайська принцеса Веньчен досліджувала місцевість за допомогою геомантії (феншуй). На місці храму було тоді невелике озеро. Принцеса ототожнила місцевість з тілом величезної демониці, озеро — з її геніталіями, а серце — з тим місцем, де тепер розташований храм Потала. Цар наказав осушити озеро та побудувати храм, а навколо спорудити ступи та монастирі, щоб пришпилити демоницю до землі та знешкодити.
З того часу храм є місцем буддійського паломництва, в останні століття храмовий комплекс продовжує зростати, і зараз площа всього комплексу становить 25 000 кв. м.
Під час культурної революції в КНР храм було розорено, потім відновлено.

## Архітектура та інтер'єр
Храм чотириповерховий, дах покритий візерунчастою бронзовою плиткою. За архітектурним стилем храм нагадує індійські вігари, але при розширенні використовувалися елементи непальського, китайського (династія Тан) та інших індійських стилів. На даху стоять дві золоті лані і дхармачакра.
Храмовий комплекс складається з декількох залів та вівтарів. У головному залі стоїть статуя Сіддгартхи Ґаутами, яка вважається найшанованішою статуєю в тибетському буддизмі, а також дві статуї царя Сронцангамбо і двох його знаменитих дружин — китайської принцеси Веньчен (дочки імператора Тайцзуна) та непальської принцеси Бхрікуті, які сприяли проникненню буддизму на Тибет.
Храм виходить на центральну площу Баркор. Оскільки храм вважається святим місцем, паломники обходять весь комплекс по ритуальному шляху (кора), де розставлені молитовні колеса. Поруч з ними розташовані торгові ряди.

## Галерея

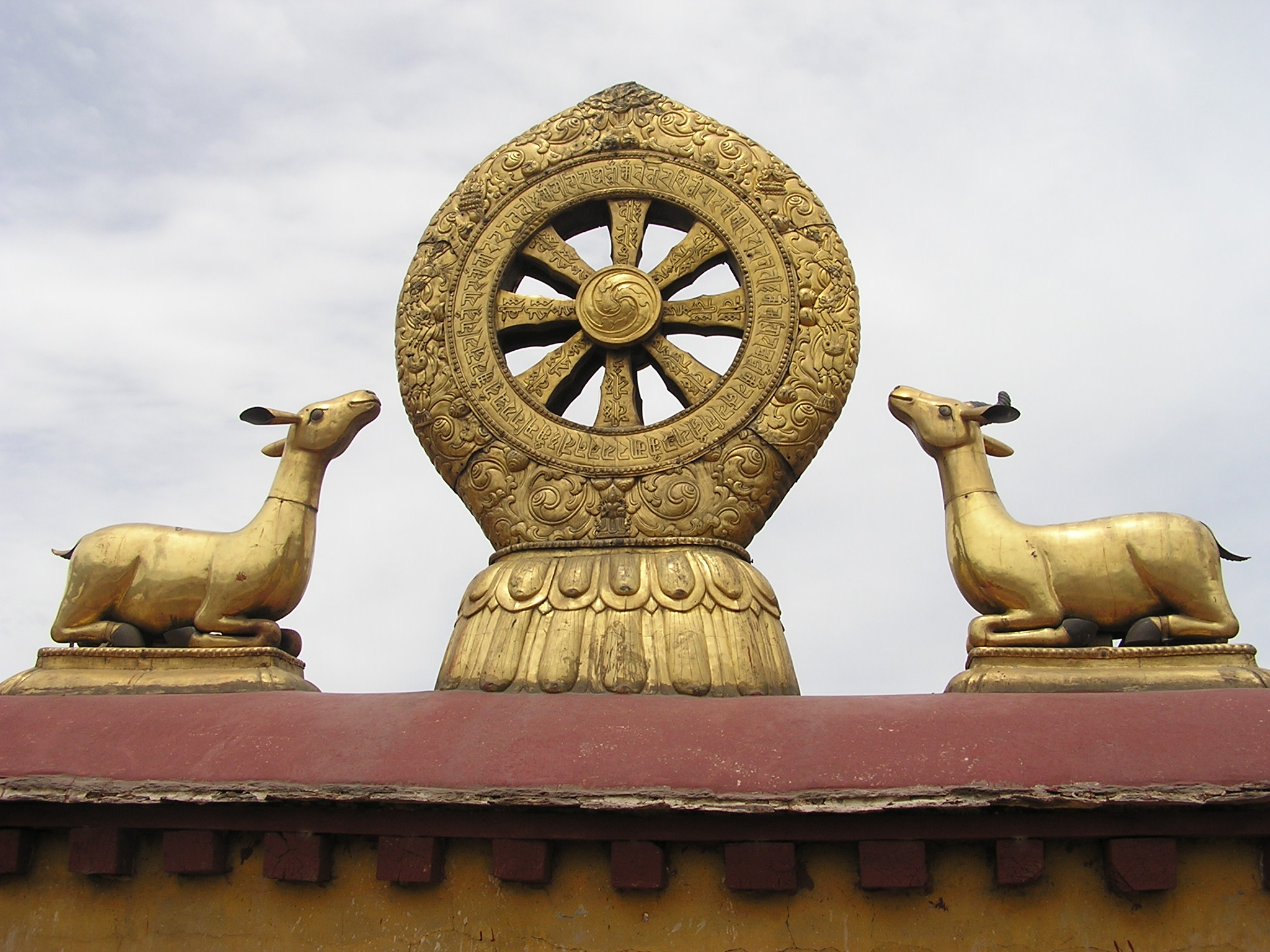
Золоті олені та дгармачакра на даху
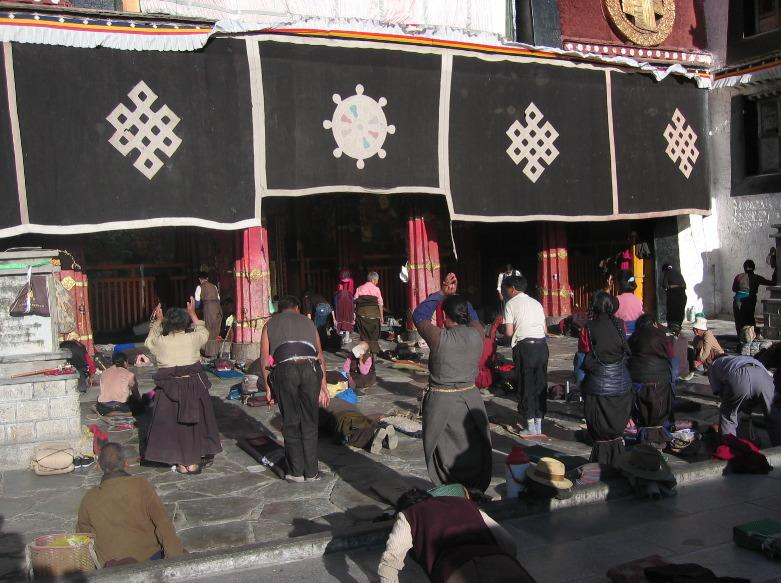
Паломники в монастирі Джоканг
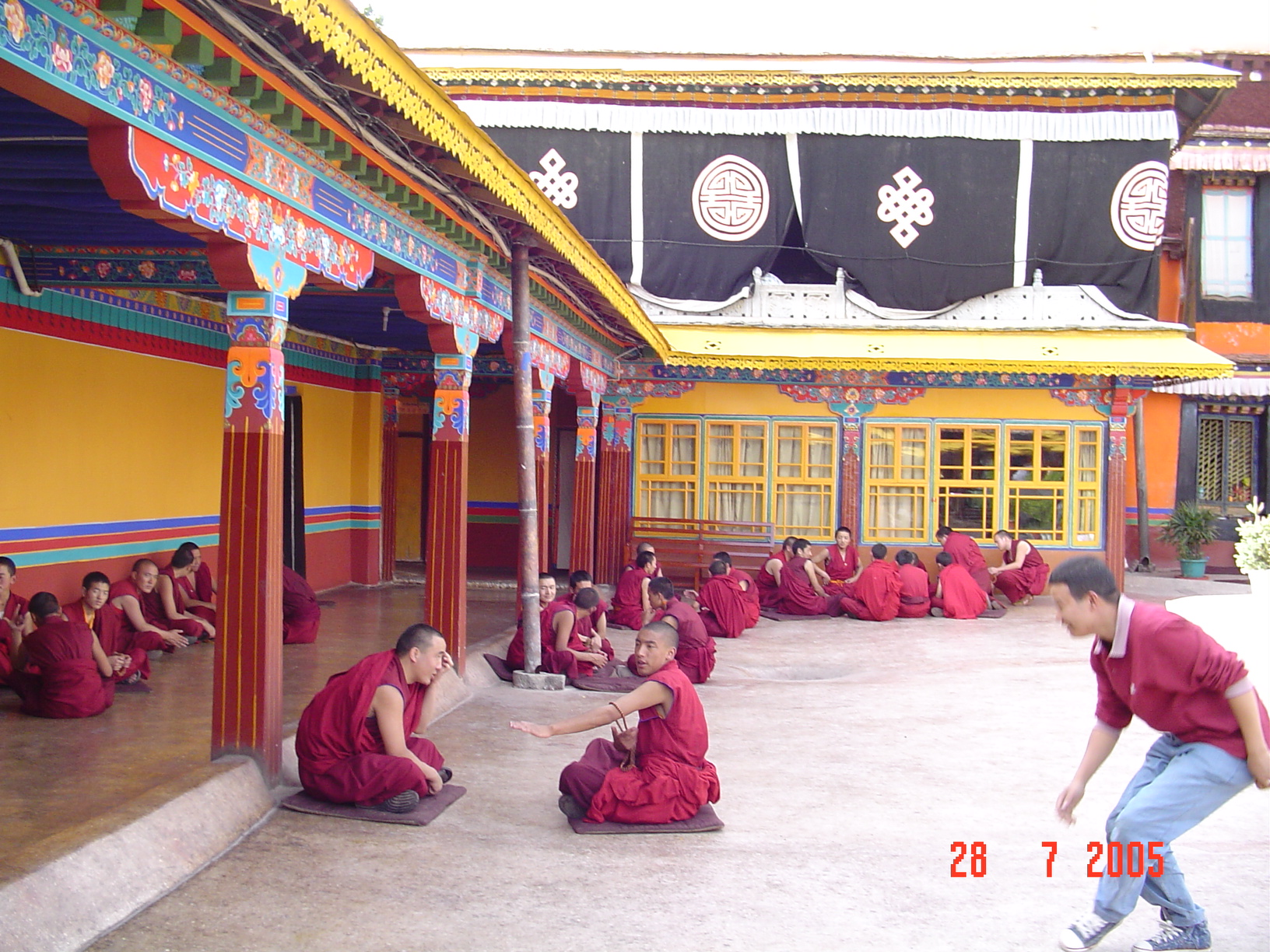
Диспути ченців
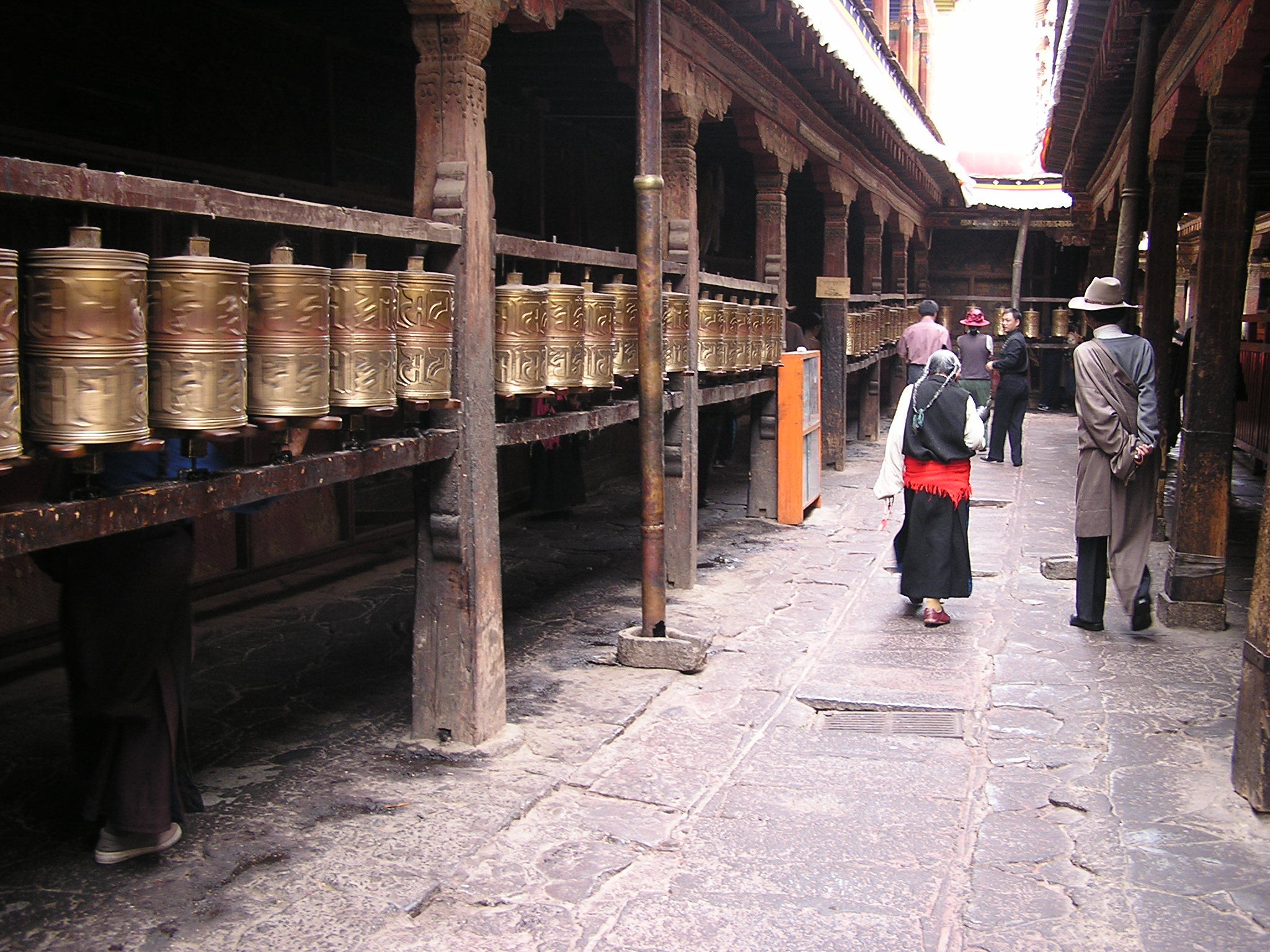
Молитовні барабани
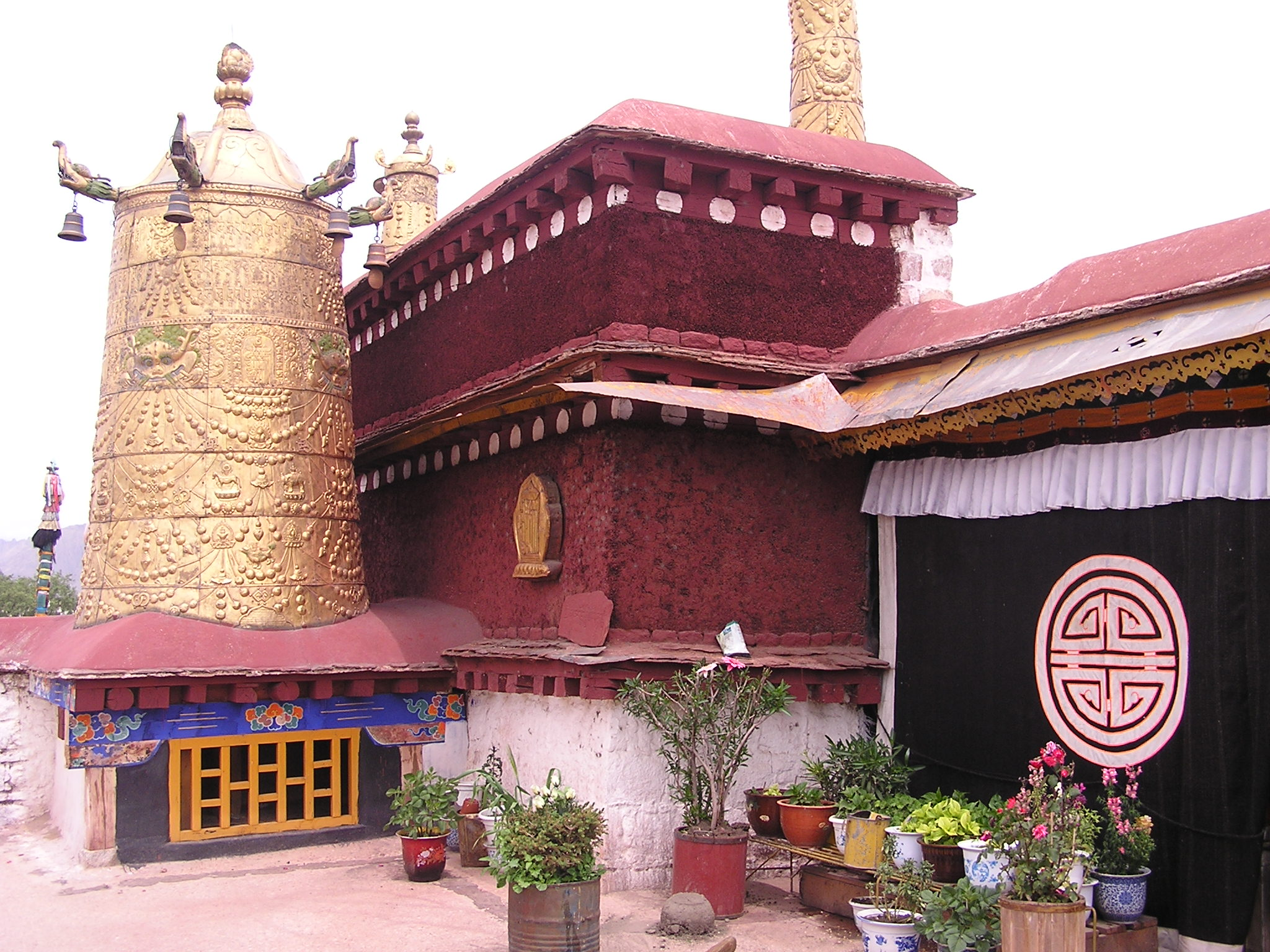